# حركة المقاومة البولندية في الحرب العالمية الثانية
حركة المقاومة البولندية في الحرب العالمية الثانية تشكلت مع احتلال الجيش البولندي الرئيسي ، أكبر حركة مقاومة تحت الأرض في كل أوروبا المحتلة ، [a] تغطي مناطق الاحتلال الألمانية والسوفياتية . المقاومة البولندية هي الأكثر بروزًا في تعطيل خطوط الإمداد الألمانية على الجبهة الشرقية، وتوفير الاستخبارات العسكرية للبريطانيين، ولإنقاذ المزيد من الأرواح اليهودية في المحرقة أكثر من أي منظمة أو حكومة أخرى تابعة للتحالف الغربي.  كانت جزءًا من الدولة السرية البولندية. 

## الحجم
في فبراير 1942، عندما تم تشكيل حزب العدالة والتنمية، كان عددهم حوالي 100000 عضو.  في بداية عام 1943، وصل إلى قوة حوالي 200000.  في صيف عام 1944 عندما بدأت عملية Tempest، وصلت AK إلى أعلى أرقام العضوية، على الرغم من أن التقديرات تتراوح من 300000  إلى 500000.  يمكن تقدير قوة ثاني أكبر منظمة مقاومة، Bataliony Chłopskie (كتائب الفلاحين)، في صيف عام 1944 (حيث تم دمجهم في الغالب مع حزب العدالة والتنمية  ) بحوالي 160،000 رجل.  ثالث أكبر مجموعة تشمل NSZ (القوات المسلحة الوطنية) مع ما يقرب من 70،000 رجل حوالي 1943-1944؛ تم دمج أجزاء صغيرة فقط من تلك القوة مع حزب العدالة والتنمية.  في أوجها في عام 1944، بلغ عدد الشيوعية أرميا لودوا التي لم تندمج أبدًا مع حزب العدالة والتنمية، حوالي 30000 شخص.  تقدير واحد لصيف 1944 قوة AK وحلفائها، بما في ذلك NSZ، يعطي قوته في 650،000.  بشكل عام، غالبًا ما يتم وصف المقاومة البولندية بأنها أكبر أو واحدة من أكبر منظمات المقاومة في الحرب العالمية الثانية في أوروبا. [a]

## الأعمال والعمليات والاستخبارات، 1939-1945

### 1939

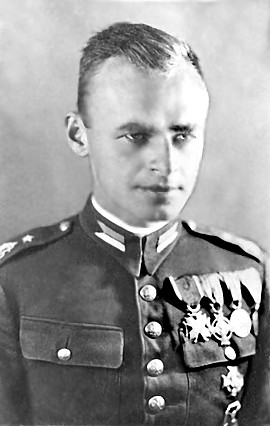
ويتولد بيليكي - مؤسس منظمة TAP والعميل السري للمقاومة البولندية في أوشفيتز

في 9 نوفمبر 1939، عثر جنديان من الجيش البولندي - ويتولد بيليكي والرائد جان ووداركيفيتش - على الجيش البولندي السري ( Tajna Armia Polska ،TAP)، واحدة من أولى المنظمات السرية في بولندا بعد الهزيمة.  أصبح Pilecki قائده التنظيمي حيث توسعت TAP ليس فقط في وارسو ولكن في سيدلس ورادوم ولوبلين وغيرها من المدن الكبرى بوسط بولندا.  بحلول عام 1940، كان لدى TAP ما يقرب من 8000 رجل (أكثر من نصفهم مسلحون)، وحوالي 20 بندقية آلية وعدة بنادق مضادة للدبابات. وفي وقت لاحق، تم تأسيس المنظمة في الاتحاد من أجل الكفاح المسلح (Związek WALKI Zbrojnej)، والتي سميت فيما بعد والمعروف باسم جيش الوطن. 

### 1944

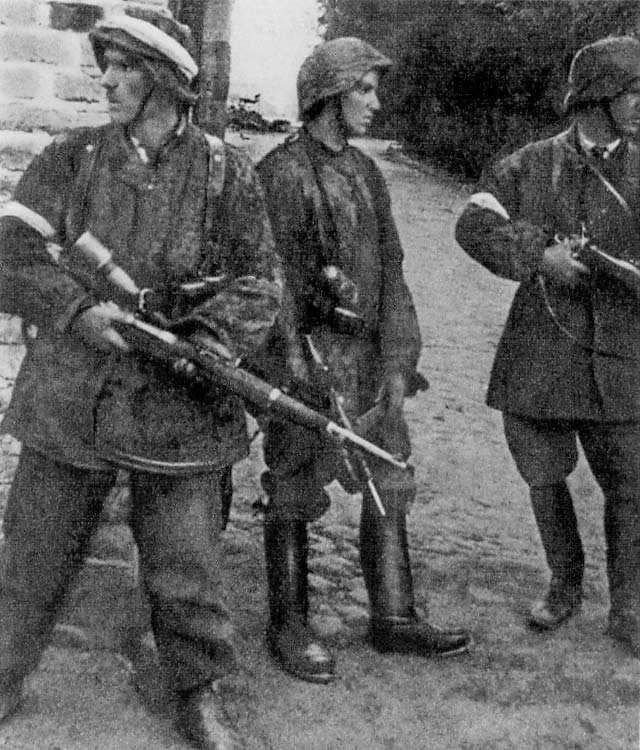
جنود المقاومة البولندية من باتاليون زوكا خلال انتفاضة وارسو عام 1944